# Клайн-Баркау
Клайн-Баркау (нем. Klein Barkau) — община в Германии, в земле Шлезвиг-Гольштейн.
Входит в состав района Плён. Подчиняется управлению Прец-Ланд. Население составляет 247 человек (на 31 декабря 2010 года). Занимает площадь 4,19 км².

## География

### Географическое положение
Рядом с озером Боткампер на севере простирается муниципальный район Кляйн-Баркау в северо-западной части природной зоны Восточногольштейнские холмы и озера (основной объект № 702) к югу от Киля.
Помимо одноименной деревни, в муниципальной зоне также находятся Рекреация, Фосберг, Браммерхоф, Шлихтенкамп, Овертайх, Шоленсеген, Ракруг и Кетельсберг.

## История
Кляйн Баркау возник в начале 14 века из Боркове и Дойч-Баркау.
Со 2 декабря 1911 года по 31 декабря 1961 года у Кляйн Баркау было железнодорожное сообщение на Кляйн–железной дороге Киль-Зегеберг. Железнодорожная ветка проходила к востоку от населенного пункта в направлении север-юг. Бывшее здание вокзала - последний дом на деревенской улице перед автомагистралью B404.

## Политика

### Муниципальное представительство
После муниципальных выборов 2008 года сообщество избирателей WGK получило все девять мест в муниципальном представительстве.